# ホウライシダ属
ホウライシダ属（ホウライシダぞく、学名：Adiantum）は、シダ植物門ホウライシダ科の一群で、細く硬い軸と、葉が巻き込んだような包膜が特徴である。一部の園芸品種はアジアンタムの名で流通し、観葉植物として栽培されている。

## 名称
属名は、和名がホウライシダ属である。学名では Adiantum といい、ギリシア語で「湿っていない」を意味する adiantos を語源として名付けられたもので、葉が水をはじいて濡れないことに由来する。

## 特徴

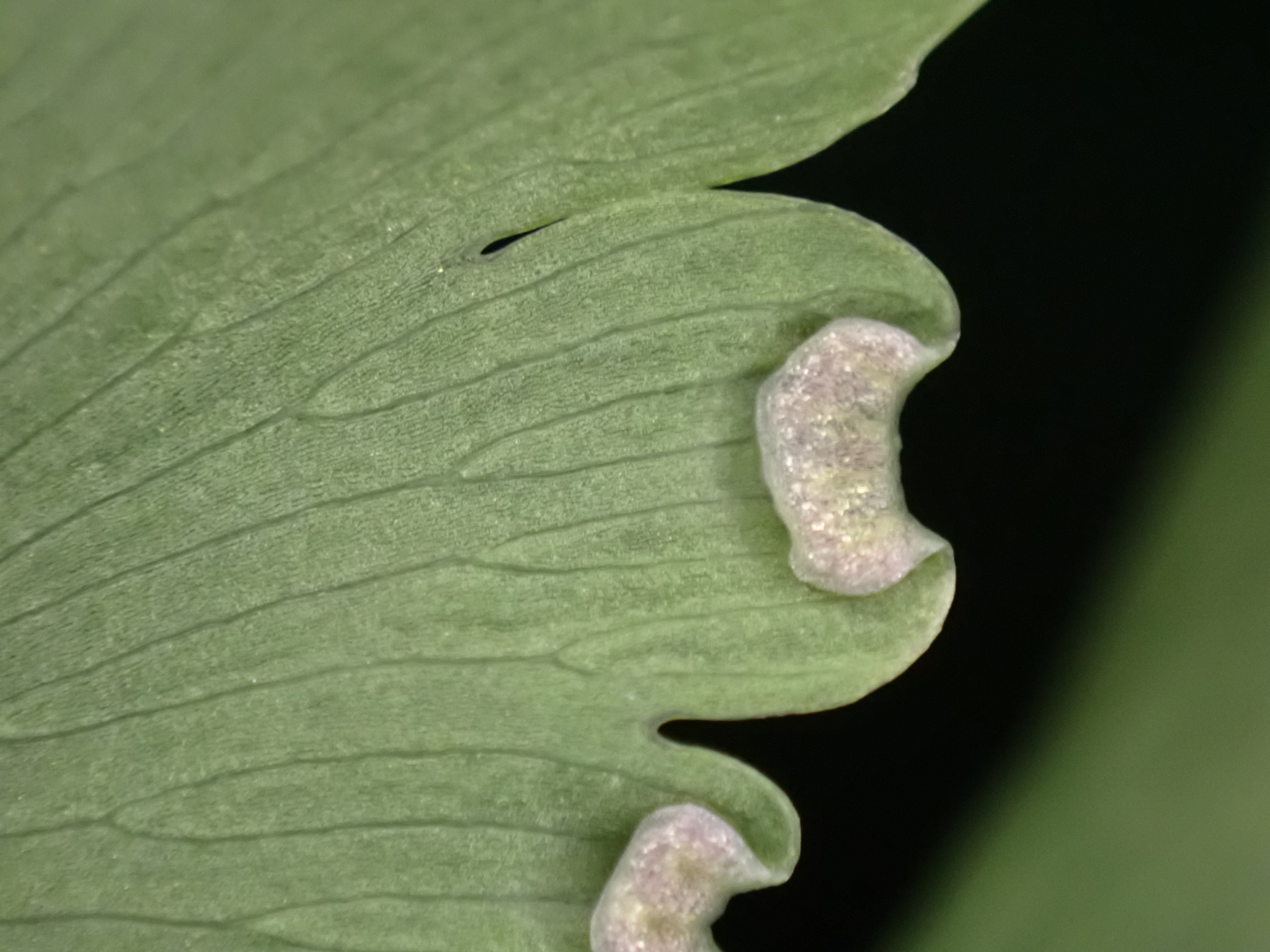
ホウライシダ属に特徴的な偽包膜。羽片の外側の縁が巻いて胞子嚢群を覆っている。

地生のシダ植物。普通は根茎はやや横に這うか短く斜上し、鱗片をつける。葉柄は暗色で光沢のあるものが多く、基部に鱗片がつく。葉は叢生して多数つける。普通は羽状複葉であるが、1回羽状複葉から数回羽状複葉のもの、鳥足状に分岐するもの、二又状分岐を繰り返すもの、まれに単葉のものも知られる。軸は細くて硬く、針金のようで、黒か褐色に色づき、つやがある。小葉は薄く、各羽片の外側の縁が裏側にめくれるようになって膜質となった偽包膜をつくり、この偽包膜に覆われるように、裏面の脈上に胞子嚢群がつく。ただし、ワラビなどのように縁に沿って長く続くことはなく、個々の胞子嚢群は半円形等、短くしかならない。一つの小葉に複数の胞子嚢群をつける場合は、個々には半円形のものが葉の縁に数珠繋ぎに並ぶ。

## 利用
観賞価値の高いものが多くあり、観葉植物として栽培される。日本産のものではホウライシダがよく栽培され、時に栽培逸出のものが自生状態で発見される。また、クジャクシダはむしろ山野草として栽培される。ほかに、ハコネシダも観賞価値の高いものとして有名であるが、栽培はとても難しいとされる。
国外のものでは、
- アジアンタム・カウダツム A. caudatum
- コバホウライシダ A. raddianum（アジアンタム・ラッディアヌム）
- アジアンタム・ペルビアヌム A. pervianum

などがよく栽培される。特にコバホウライシダ (A. raddianum) は、園芸用に「アジアンタム」の名で流通しているものが本種に属するものが大部分を占めており、多数の園芸品種が知られている。

## 栽培
イノモトソウ属とほぼ同じく、やや明るい日陰を好む性質で、直射日光にあてないようにする注意を要する。栽培適温は20度程度が最適で、前後5度の範囲と言われている。越冬は5度程度でも可能であるが、最低8 - 10度以上保っていた方がよいと言われている。施肥、植え替え、繁殖とも初夏から夏場に行い、用土は排水性の良いものが用いられ、繁殖はふつう植え替えのときに株分けして行われる。
湿度不足や根詰まりが原因で枯れることがある。その場合、全ての葉を根元2cm位の位置で刈り取り、水をたっぷり与えて新芽が出てくるまで日陰で管理すると再生できる場合が多い。新芽が出てくるまで約2週間～1カ月ほどで、新芽が開ききったら通常の管理方法に戻す。

## 種類
この属のものは世界の熱帯から暖帯にかけて、主には熱帯・亜熱帯に分布し、約200種ある。北アメリカに最も多く、数種が北アメリカの温帯と、東アジアにある。日本には、ハコネシダやクジャクシダなど、以下の8種が知られている。

### 日本産
- オトメクジャク Adiantum edgeworthii Hook.
- ホウライクジャク Adiantum capillus-junonis Rupr.
- スキヤクジャク Adiantum diaphanum Blume
- ホウライシダ Adiantum capillus-veneris
- イワホウライシダ Adiantum ogasawarensis Tagawa
- ハコネシダ Adiantum monochlamys Eaton
- オキナワクジャク Adiantum flabellulatum L.
- クジャクシダ Adiantum pedatum L.

### 外国産
- アシアンタム・カウダツム Adiantum caudatum L.
- アラゲクジャク（英語版） A. hispidulum Swartz
- アジアンタム・ペルビアヌム Adiantum peruvianum Klotzsch
- コバホウライシダ Adiantum raddianum K.Presl（異名：Adiantum cuneatum Langsd. et Fisch.）
- アジアンタム・テネルム Adiantum tenerum Swartz
- アジアンタム・トラペジフォルメ（英語版） A. trapeziforme L.